# Isosaari (ö i Viitasaari, Kalliojärvi)
Isosaari är en ö i Finland. Den ligger i sjön Kalliojärvi och i kommunen Viitasaari i den ekonomiska regionen  Saarijärvi-Viitasaari och landskapet Mellersta Finland, i den centrala delen av landet, 300 km norr om huvudstaden Helsingfors. Öns area är 0,2 hektar och dess största längd är 70 meter i nord-sydlig riktning.